# Río Wye
El río Wye (idioma galés: Afon Gwy) es un río británico que corre en el este de Gales y el oeste de Inglaterra. Con una longitud de 134 millas (215 kilómetros), el Wye es el quinto río más largo del Reino Unido. 
El Wye empieza a la altitud de 680 metros en Plynlimon, una colina en el condado galés de Ceredigion, cerca de la fuente del río Severn, el río más largo del Reino Unido. La primera villa al lado del Wye es Rhyader, y más tarde Builth Wells. El Wye dio su nombre a Hay on Wye, una villa en Powys a su lado. Después de Hay on Wye, el río es frontera entre Gales y Inglaterra. Gira en Inglaterra en el condado de Herefordshire, en donde está la única ciudad a su vera, la capital de Hereford. Más al sur, la villa de Ross on Wye lleva su nombre.
En el sur de Herefordshire hay además una frontera entre Inglaterra y Gales en el Wye, que gira en el condado galés de Monmouthshire y su capital Monmouth. Después de Monmouth, el Wye es frontera por tercera vez, y acaba desembocando en Chepstow en el estuario del Severn.